# PSR J1748-2446ad

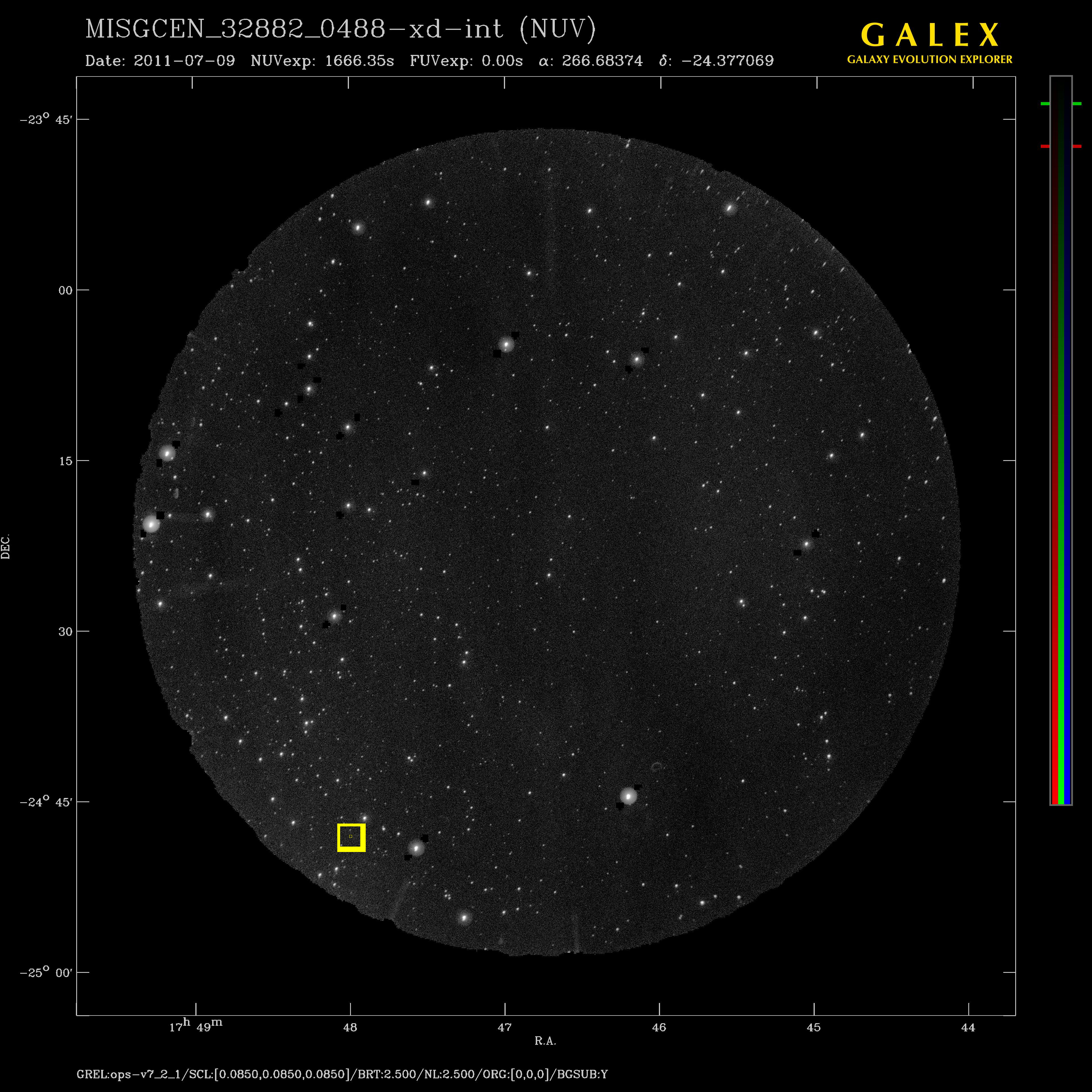
La ubicación de PSR J1748-2446ad en el cielo nocturno. El púlsar está situado en el centro de los cuadrados amarillos. Es demasiado débil en esta imagen para que sea visible contra el fondo.

PSR J1748-2446ad es el púlsar giratorio más rápido conocido, gira a 716 Hz (su período es 0,00139595482 (6) segundos ).
Este púlsar fue descubierto por Jason W.T. Hessels de la Universidad McGill el 10 de noviembre de 2004 y confirmado el 8 de enero de 2005.
Se ha calculado que la estrella de neutrones contiene un poco menos de dos veces la masa del Sol, que es aproximadamente el mismo para todas las estrellas de neutrones. Su radio está restringido al ser inferior a 16 km. En su ecuador que está girando a aproximadamente 24% de la velocidad de la luz, o más de 70.000 km por segundo.
El púlsar se encuentra en un racimo globular de estrellas llamado Terzan 5 , situado a unos 18.000 años luz de la Tierra en la constelación de Sagitario. Es parte de un sistema binario y se somete regulares eclipses con una fracción de eclipse de aproximadamente el 40%. Su órbita es altamente circular con un período de 26 horas. El otro objeto tiene alrededor del 0,14 masas solares, con un radio de 6,5 radios solares. Hessels establece que el compañero puede ser una "estrella de secuencia principal inflada, posiblemente sigue llenando su lóbulo de Roche".
Hessels pasa a especular que la radiación gravitacional del púlsar podrían ser detectables por LIGO .